# Komárom-Esztergom (županija)
Županija Komárom-Esztergom (madžarsko Komárom-Esztergom vármegye) je županija na severu Madžarske. Upravno središče županije je Tatabánya.

### Mestna okrožja
- Tatabánya  (sedež županije)

### Mesta in večji kraji
(po številu prebivalcev)
- Esztergom (30.261)
- Tata (24.805)
- Komárom (19.587)
- Oroszlány (19.328)
- Dorog (12.203)
- Nyergesújfalu (7.563)
- Ács (7.260)
- Kisbér (5.626)
- Lábatlan (5.257)
- Bábolna (3.781)